# Roger de La Fresnaye

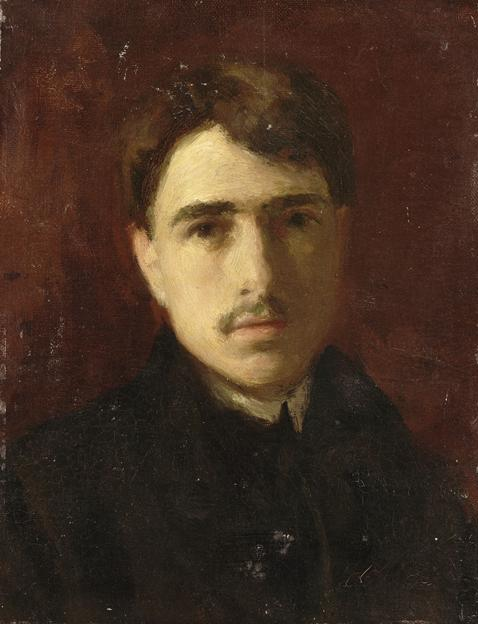
Selbstporträt, um 1906

Roger-Noël-François André de La Fresnaye (* 11. Juli 1885 in Le Mans; † 27. November 1925 in Grasse) war ein französischer Maler des Kubismus.

## Leben
Fresnayes Vater, ein Offizier in der französischen Armee, war zur Zeit seiner Geburt in Le Mans stationiert. Die Familie de La Fresnaye gehörte zur Aristokratie, deren Stammsitz, das Château de La Fresnaye, sich in Falaise befindet. 
Roger de La Fresnaye studierte nach der Schulausbildung in Paris. Zwischen 1904 und 1908 belegte er Kurse an der Académie Julian, an der École des Beaux-Arts und darauf an der Académie Ranson, die von den bekannten Malern Maurice Denis und Paul Sérusier geleitet wurden, wobei insbesondere Paul Gauguin, Paul Cézanne und die Künstlergruppe Nabis auf ihn einen großen Einfluss ausübten. Anfang der 1910er Jahre studierte er Bildhauerei an der Académie de la Grande Chaumière unter Aristide Maillol. La Fresnaye schloss sich 1911 der Puteaux-Gruppe an und nahm an Ausstellungen der Section d’Or teil. Im selben Jahr wandte er sich dem Kubismus zu und malte sehr farbenfrohe, großformatige Bilder mit geometrischen Elementen, die Personen, Landschaften und Stillleben darstellen. Seine erste Einzelausstellung fand 1914 in Paris statt. 
Beim Ausbruch des Ersten Weltkriegs meldete sich Roger de La Fresnaye freiwillig zur Infanterie. In dieser Zeit entstand eine Serie von figurativen Zeichnungen, in denen er das Soldatenleben an der Front darstellte. Im Jahr 1918 wurde er Opfer eines Giftgasangriffes und erkrankte an Lungentuberkulose. Kurz darauf wurde er als dienstuntauglich aus dem Militär entlassen. Aus gesundheitlichen Gründen ging er nach Südfrankreich, wo er 1925 in Grasse an den Folgen tuberkulöser Meningitis starb.
1937 wurde in der Nazi-Aktion „Entartete Kunst“ aus dem Staatlichen Museum Saarbrücken sein Aquarell Le trompète und die Druckgrafik Raucher beschlagnahmt. Beide Arbeiten gingen zur „Verwertung“ in den Kunstmarkt. Ihr Verbleib ist ungeklärt.

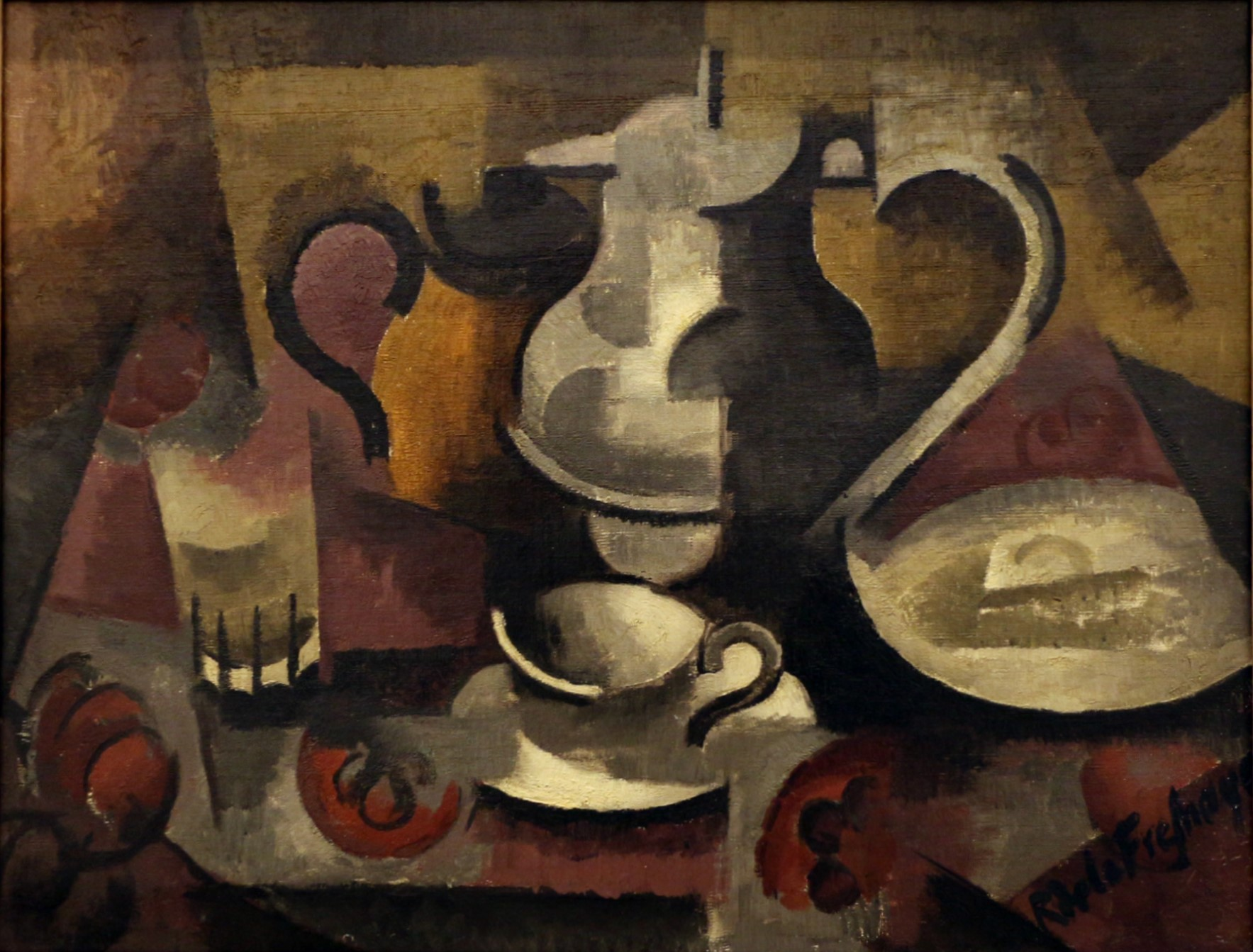
Stillleben, 1912
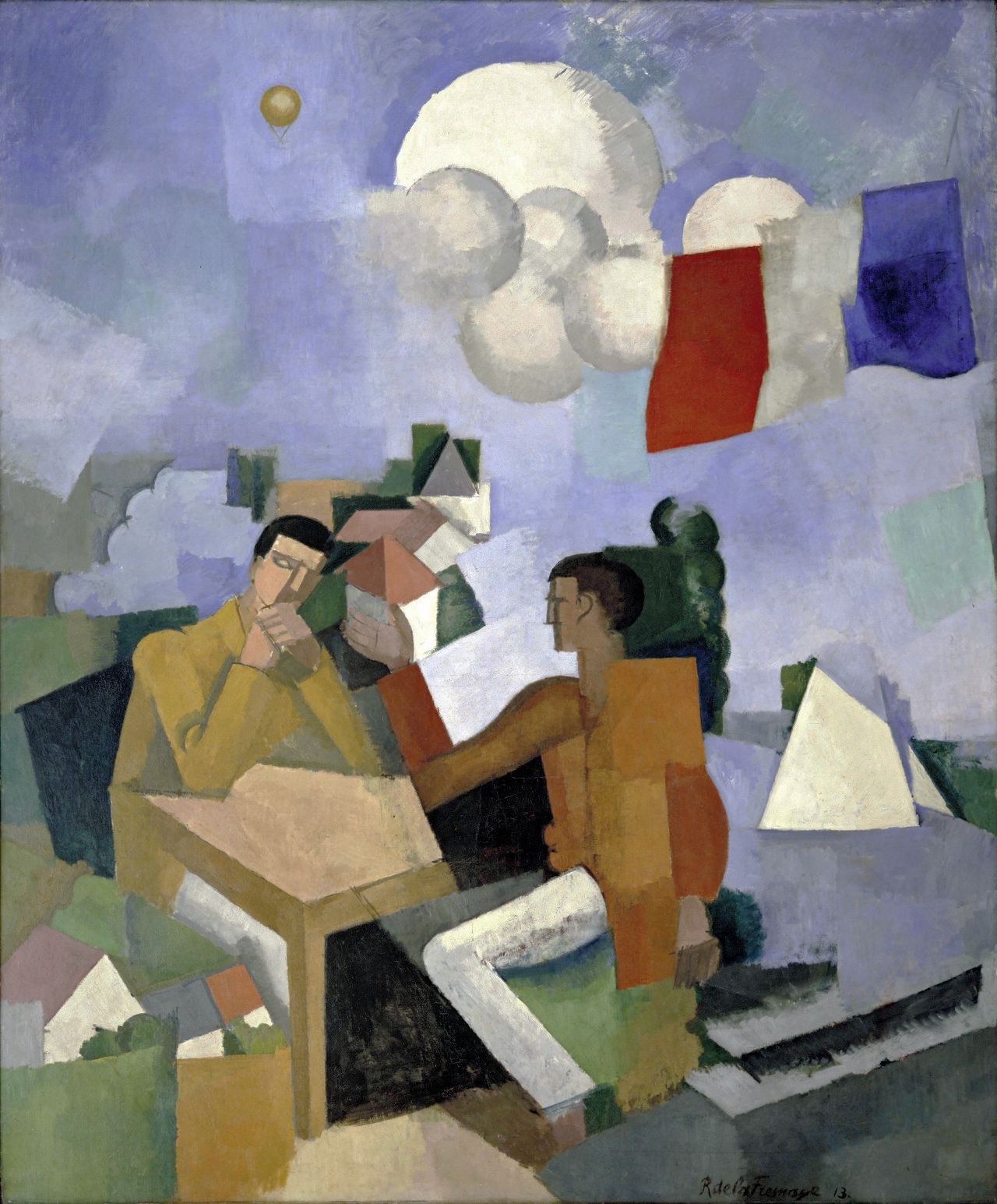
La Conquête de l’air, 1913
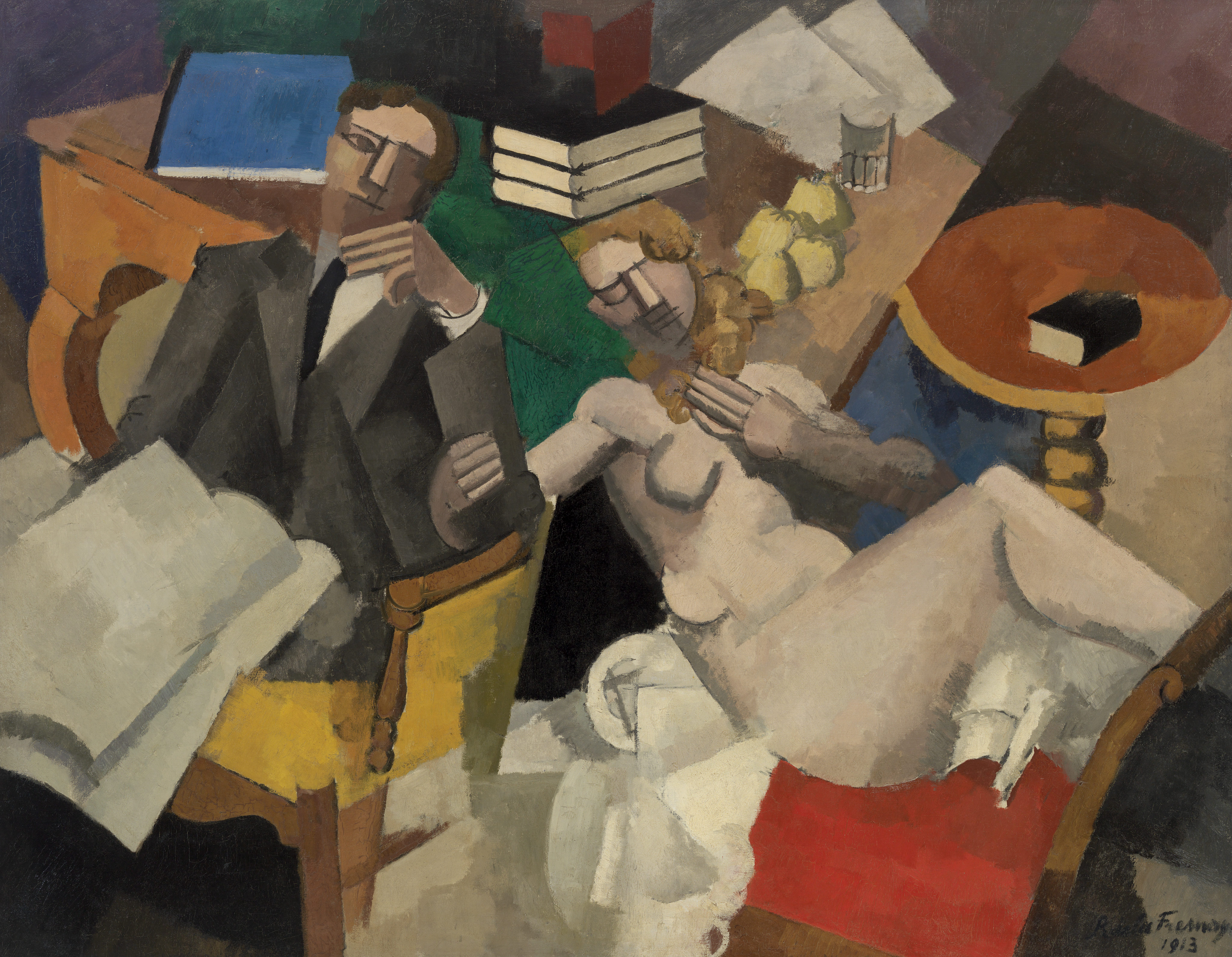
Verheiratet, 1913
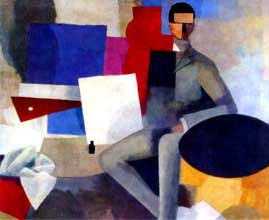
Sitzender Mann, 1914